# ألفا (فلم 2025)
ألفا (بالإنجليزية: Alpha) هو فيلم أكشن هندي من بطولة عاليا بهات وشارفاري واغ وإخراج شيف راويل.
تم إنشاء عالم واي آر إف سباي يونيفيرس بواسطة المنتج أديتيا شوبرا، وهو أكبر عالم للسينما الهندية اليوم. جميع أفلام عالم التجسس إيك تا تايغر وتايغر على قيد الحياة وحرب وباثان وتايغر 3 حققت نجاحًا كبيرًا.

## روابط خارجية
- مقالات تستعمل روابط فنية بلا صلة مع ويكي بيانات